# Einstein@home
Einstein@Home é um projeto baseado em computação distribuída e voluntária executado sobre a plataforma de software BOINC. Ele procura por pulsares e ondas gravitacionais emitidas por pulsares, buracos negros, estrelas de nêutrons, estrelas de quarks e outros objetos bem densos, que, teoricamente, podem emitir fortes ondas gravitacionais.
Em comemoração ao centenário de nascimento de Albert Einstein, a Assembléia das Nações Unidas instituiu que 2005 fosse o Ano Internacional da Física. Para tentar comprovar algumas das teorias de Einstein, surgiu, em 20 de fevereiro do mesmo ano, o projeto BOINC chamado Einstein@home.
Objetos densos são descritos como os que tem a massa do Sol, mas numa espaço com menos de 10 km de raio. Isso faz a estrela girar a uma freqüência de centenas de vezes por segundo, em alguns casos superando as 38.500 RPM.
De acordo com a Teoria Geral da Relatividade de Einstein, um pulsar não funciona como um gerador perfeito de ondas gravitacionais, gerando falhas que viajam em todas as direções, à velocidade da luz, passando eventualmente pela Terra. Vários projetos internacionais estão procurando medir a passagem de tais ondas.
Dois desses projetos, o LIGO (Estados Unidos) e o GEO600 (Reino Unido e Alemanha), estão operando diversos detectores (interferômetros), sendo auxiliado pelo LIGO Scientific Collaboration (LSC). Os detectores estão desenhados para capturar Ondas Gravitacionais a partir de um dos quatro principais tipos de fontes: buracos negros ou estrelas de nêutrons, explosões de supernovas, pulsares ou ruídos de fundo. Einstein@Home foi desenhado para procurar ondas gravitacionais emitidas por pulsares. Naturalmente, o projeto pode acabar encontrando algo diferente, totalmente novo e inesperado.

## Objetivos científicos
O projeto foi criado para observar todo o céu para criar dados sobre fontes de onda gravitacional contínua anteriormente desconhecidas, utilizando dados dos instrumentos detectores. A classe principal de alvos de fontes de ondas é de estrelas de nêutrons de rotação rápida  (incluindo pulsares ) que é esperado que esse tipo de fonte emita ondas gravitacionais devido a um desvio de sua simetria axial. Os resultados do processamento desses dados, além de validar a teoria da Relatividade Geral de Einstein, a detecção direta de ondas gravitacionais também constitui uma nova e importante ferramenta astronômica. Como a maioria das estrelas de nêutrons são eletromagneticamente invisíveis, observações de ondas gravitacionais pode permitir novas populações de estrelas de nêutrons a ser reveladas. A detecção de onda gravitacional contínua poderia ser extremamente útil para o estudo astrofísico de estrelas de nêutrons e que acabaria proporcionando uma visão única sobre a natureza da matéria em altas densidades.

## Análise de dados e resultados
No dia 13 de agosto de 2010 o projecto anunciou a sua primeira descoberta e em 2013, utilizando o poder de computação combinada de 200 mil computadores , o projeto descobriu 24 novos pulsares.